# Szesat
Nem tévesztendő össze a következővel: SZESAT.

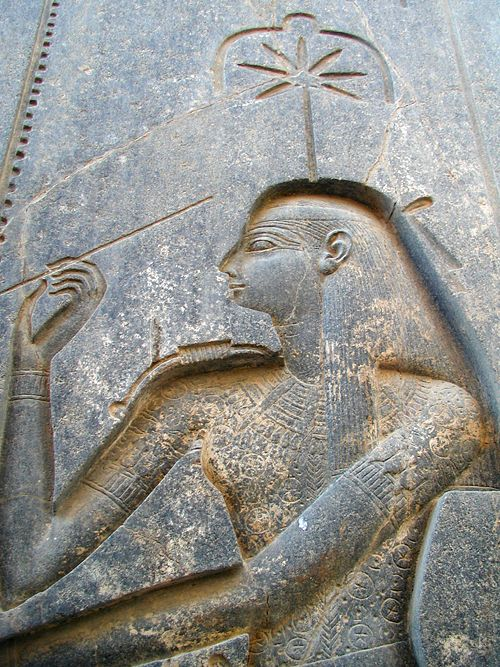
Szesat a luxori templomban

Szesat (sš3.t) az ókori egyiptomi vallásban az írás istennője. Neve az írnokot jelentő sš szó nőnemű alakja. Ő a feljegyzések, számolás, népszámlálások istennője is, egyes ábrázolásokon a hadizsákmányt, hadifoglyokat vagy a király uralkodási éveit számolja. Egyben a könyvtárak védelmezője.
Elsőként a II. dinasztia korában, Haszehemui fáraó alatt említik, egy templom alapítását feljegyző szövegben, amelyben leírják, hogy a fáraó a hagyománynak megfelelően maga jelölte ki az új templom alapjait (lásd: ókori egyiptomi templomépítészet). Összefüggésbe hozzák a bölcsesség istenével, az emberiséget írásra tanító Thottal, akinek egyes szövegekben a testvére, másokban a felesége vagy a lánya. Az Újbirodalom idején megjelenő Szefket-abui nevű istennő Szesat egy formája lehet, mivel jellemzőik megegyeznek; neve („Aki a két szarvat viseli”) talán Szesat fejdíszére utal.

## Ikonográfiája
Ábrázolásai antropomorfak, ruháján leopárdbőrt viselő nőalak, fején diadémból kiemelkedő jelkép, talán hétágú csillag. A csillagot néha lefelé fordított szarv- vagy félholdforma veszi körül, amin néha két sólyomtoll áll. A félholdforma talán Thotra utal, aki holdisten is volt. Az istennő időnként az év hieroglif alakjaként is szolgáló pálmaágat tartja kezében, időnként alsó vége az örökkévalóságot szimbolizáló sen hieroglifában végződik. Egyes jelenetekben a rituálé megkívánta tárgyakat tart a kezében: új templom alapjainak kijelölésénél kalapácsot és cöveket, amellyel ő feszíti ki a kötelet; a király uralkodási éveinek összeszámolásakor a jubileumi ünnepet jelző hieroglif jel látható kezében a pálmaágon.

## Kultusza
Úgy tűnik, saját külön temploma nem volt (bár papságát említik) és kultusza sem volt túl népszerű, talán mert az írástudók csak kis hányadát tették ki az egyiptomi népességnek. A templomalapításban betöltött fontos szerepe révén azonban minden templomban jelen volt, és elképzelhető, hogy az írnokok, építészek védőistenükként tekintettek rá. I. Széthi neki szentelte abüdoszi temploma egy részét, itt 43 oszlopon említik.